# Alba Iulia (stacja kolejowa)
Alba Iulia – stacja kolejowa w Alba Iulii, w okręgu Alba, w Rumunii. Znajdują się tu 2 perony.